# 鲍曼 (北达科他州)
鲍曼（英語：Bowman），是美国北达科他州下属的一座城市。根据2010年美国人口普查，该市有人口1,650人。2011年估计该市有人口1,641人，相对于2010年，增长率为?0.55%。